# Ната (Ботсвана)
Ната (англ. Nata) — сельский населённый пункт на востоке Ботсваны, на территории Центрального округа.

## Географическое положение
Деревня находится в северо-восточной части округа, на берегах реки Ната, на расстоянии приблизительно 480 километров к северу от столицы страны Габороне. Абсолютная высота — 912 метров над уровнем моря.

## Население
По данным официальной переписи 2011 года численность населения составляла 5313 человек.
Динамика численности населения Наты по годам:
| 1991 | 2001 | 2011 | 2013 |
| ---- | ---- | ---- | ---- |
| 2786 | 4150 | 5313 | 5576 |

## Транспорт
К западу от города расположен одноимённый аэропорт (ICAO: FBNT).